# Dover-Foxcroft (hrabstwo Piscataquis)
Dover-Foxcroft – jednostka osadnicza w Stanach Zjednoczonych, w stanie Maine, w hrabstwie Piscataquis.